# Decámetro
El decámetro, abreviado como dam, es una unidad de longitud del sistema métrico que equivale a 10 metros. Deca es el prefijo para 10 en el Sistema Internacional de Unidades.
Aunque forma parte del sistema métrico, el decámetro no es comúnmente utilizado en la vida diaria ni en muchas aplicaciones prácticas. Esto se debe a que su tamaño intermedio entre el metro y el kilómetro no se ajusta a la mayoría de las necesidades de medición cotidianas. Además, su uso puede resultar complejo y poco práctico en comparación con las unidades estándar más comunes, como el metro y el kilómetro, que están ampliamente establecidas en la educación y la práctica. Esto conduce a una baja adopción y una presencia limitada en diversas áreas de aplicación.
Su uso se encuentra principalmente en aplicaciones específicas, como la planificación urbana y el diseño de paisajes, donde puede ser útil para medir distancias dentro de una ciudad o región. Además, en la agricultura, el decámetro a veces se utiliza para medir la longitud de parcelas de tierra o campos agrícolas.

## Equivalencias en el SI
Un decámetro tiene:
- 10 000 milímetros (mm)
- 1000 centímetros (cm)
- 100 decímetros (dm)
- 10 metros (m)
- 0,1 hectómetros (hm)
- 0,01 kilómetros (km)